# Chế độ làm công ăn lương
Chế độ làm công ăn lương hay lao động làm công ăn lương là mối quan hệ kinh tế xã hội giữa người lao động và người sử dụng lao động, trong đó người lao động bán sức lao động của họ dưới hình thức lao động theo hợp đồng, chính thức hoặc phi chính thức. Những giao dịch này thường diễn ra trong một thị trường lao động, trong đó tiền công hay tiền lương do thị trường quyết định.
Trong chế độ làm công ăn lương, người sử dụng lao động được quyền sở hữu hoàn toàn sản phẩm do người lao động tạo ra. Tiền công hay tiền lương trả được xem như là tiền dùng để mua sản phẩm ấy từ người lao động. Người làm công ăn lương là thuật ngữ để chỉ người có nguồn thu nhập chính từ việc bán sức lao động của mình như trên.

## Đặc điểm
Trong nền kinh tế hỗn hợp hiện đại như của các nước thuộc Tổ chức Hợp tác và Phát triển Kinh tế, lao động làm công ăn lương là hình thức tổ chức lao động phổ biến nhất. Cho dù hầu hết lao động đều được tổ chức theo cơ cấu này, nhiều người coi lao động trả lương của CEO, nhân viên chuyên nghiệp và lao động hợp đồng chuyên nghiệp là đồng nhất với sự phân hóa giai cấp. Từ luồng suy nghĩ này, thuật ngữ "lao động làm công ăn lương" chỉ có thể áp dụng cho lao động phổ thông, lao động chân tay hay lao động qua đào tạo cấp thấp.

## Phân loại
Hình thức lao động làm công ăn lương phổ biến nhất hiện nay là lao động toàn thời gian. Trong hình thức lao động này, người lao động bán sức lao động của mình trong một thời gian không xác định (từ một vài năm đến toàn bộ sự nghiệp). Ngoài tiền lương từ việc bán lao động của mình, người lao động còn nhận được đảm bảo rằng người sử dụng lao động sẽ không tuyển dụng lao động không thường xuyên để thay thế họ.
Ngoài hình thức nói trên, lao động làm công ăn lương cũng có nhiều hình thức khác. Sự khác biệt được thể hiện bằng:
- Tình trạng tuyển dụng - người lao động có thể làm việc toàn thời gian, bán thời gian, hoặc theo thỏa thuận riêng. Ví dụ, họ có thể được tuyển dụng tạm thời cho một dự án cụ thể hoặc tuyển dụng lâu dài. Lao động bán thời gian có thể kết hợp với lao động tự do bán thời gian. Ngoài ra, người lao động có thể được tuyển dụng với tư cách là một thực tập sinh.
- Tình trạng dân sự (pháp lý) - người lao động có thể là một công dân tự do, một người lao động có khế ước, hoặc bị lao động cưỡng bức (bao gồm lao động trong nhà tù hay trong quân đội). Người lao động có thể được hoặc bị chính quyền giao cho một nhiệm vụ. Họ có thể là nô lệ hoặc nông nô bị ràng buộc với ruộng đất, có thể thuê bán thời gian. Tựu chung, lao động có thể được thực hiện trên cơ sở tự nguyện hoặc không tự nguyện.
- Phương thức trả lương - lao động được thực hiện có thể được trả bằng "tiền mặt" (tiền công) hoặc thông qua việc nhận hàng hóa và dịch vụ, hoặc dưới hình thức "tỷ giá" với tiền công phụ thuộc trực tiếp vào sản lượng của người lao động. Trong một số trường hợp, người lao động có thể được trả dưới hình thức tín dụng dùng để mua hàng hóa và dịch vụ, hoặc dưới hình thức quyền chọn mua cổ phiếu hoặc cổ phần trong một doanh nghiệp.
- Phương thức thuê mướn - người lao động có thể tự mình ký hợp đồng lao động hoặc có thể bán lao động của mình với tư cách là thành viên của một nhóm. Họ cũng có thể bán sức lao động của mình thông qua trung gian (chẳng hạn như qua cơ quan việc làm). Trong trường hợp này, họ được trả bởi người trung gian, nhưng làm việc cho một bên thứ ba trả tiền cho người trung gian. Trong một số trường hợp, lao động được phân chia bằng phương thức ký hợp đồng phụ nhiều lần, với phe trung gian. Một cơ quan chính trị có thể giao hoặc bố trí cho người lao động một công việc, hoặc một cơ quan thuê người lao động cho một doanh nghiệp cùng với tư liệu sản xuất.

## Phê bình
Nhiều nhà triết học so sánh chế độ làm công ăn lương với chế độ nô lệ. Do đó, thuật ngữ "nô lệ làm công ăn lương" thường được sử dụng để tấn công chế độ lao động làm công ăn lương. Tương tự, những người ủng hộ chế độ nô lệ, sau khi xem xét "những điểm tương đồng của Xã hội nô lệ và Xã hội tự do, của chế độ nô lệ đối với Chủ nhân và chế độ nô lệ đối với Tư bản," lập luận rằng chế độ nô lệ làm công ăn lương tồi tệ hơn chế độ nô lệ đúng nghĩa. Những người biện hộ cho chế độ nô lệ như George Fitzhugh cho rằng người lao động chỉ chấp nhận lao động làm công ăn lương qua thời gian, khi họ trở nên "quen thuộc và không chú ý đến bầu không khí xã hội bị ô nhiễm mà họ liên tục hít phải."
—Karl Marx
Theo Noam Chomsky, việc phân tích tác động tâm lý của một chế độ "nô lệ làm công ăn lương" có từ thời kỳ Khai sáng. Trong cuốn sách "On the Limits of State Action", nhà tư tưởng tự do cổ điển Wilhelm von Humboldt giải thích rằng "bất cứ điều gì không xuất phát từ sự lựa chọn tự do của một người, hoặc chỉ là kết quả của sự chỉ dẫn và hướng dẫn, đều không đi vào bản chất của anh ta; anh ta không thực hiện nó với năng lượng thực sự của con người, mà chỉ với sự chính xác máy móc" và vì vậy khi người lao động làm việc dưới sự kiểm soát bên ngoài, "chúng ta có thể ngưỡng mộ những gì anh ta làm, nhưng chúng ta coi thường những gì anh ta là." Cả hai thí nghiệm Milgram và Stanford đều hữu ích trong nghiên cứu tâm lý về các mối quan hệ ở nơi làm việc với hệ thống làm công ăn lương. Ngoài ra, theo nhà nhân chủng học David Graeber, các hợp đồng lao động làm công ăn lương (theo định nghĩa của thời hiện đại) sớm nhất là các hợp đồng cho thuê nô lệ (thường là chủ sở hữu sẽ nhận được một phần tiền, còn nô lệ thì phần còn lại, vừa đủ để duy trì chi phí sinh hoạt của họ). Theo Graeber, những thỏa thuận như vậy cũng khá phổ biến trong chế độ nô lệ ở Tân Thế giới, ví dụ như ở Hoa Kỳ hay Brasil. CLR James lập luận trong cuốn "The Black Jacobins" rằng hầu hết các kỹ thuật tổ chức con người được sử dụng cho công nhân nhà máy trong cuộc cách mạng công nghiệp được phát triển lần đầu tiên trên các đồn điền nô lệ.
Đối với những người theo chủ nghĩa Marx, lao động làm công ăn lương (đồng nghĩa với khái niệm "hàng hóa sức lao động" của họ) cung cấp một điểm cơ bản chống lại chủ nghĩa tư bản. Nhà triết học John O. Nelson lưu ý rằng: "Có thể lập luận một cách thuyết phục rằng quan niệm sức lao động chính là một dạng hàng hóa khẳng định sự kỳ thị của Marx đối với hệ thống tiền lương của chủ nghĩa tư bản tư nhân, coi nó là 'chế độ nô lệ tiền lương.' Nghĩa là, chế độ này được sử dụng như một công cụ của nhà tư bản để giảm tình trạng của người lao động thành nô lệ, nếu không muốn nói là thấp hơn nô lệ." Sự phản đối này đi từ kết luận của Marx rằng lao động làm công ăn lương là nền tảng của chủ nghĩa tư bản: "Nếu không có một giai cấp phụ thuộc vào tiền lương, khi các cá nhân đối đầu với nhau như những người tự do, sẽ không thể sản xuất ra giá trị thặng dư; không có sản xuất của giá trị thặng dư thì không thể có sản xuất tư bản chủ nghĩa, và do đó không thể có tư bản và không có tư bản chủ nghĩa!"